# Прапор Буринського району
Пра́пор Бури́нського райо́ну затверджений 29 квітня 2004 року на 14-й сесії Буринської районної ради XXIV скликання.

## Опис
Він має вигляд двоколірного прапора  (жовто-зелений  із співвідношенням 2:1) із розташованим гербом району на жовтому тлі передає своїм зіставленням природні особливості району, який за своїм характером є аграрним.